# جاز فیوژن

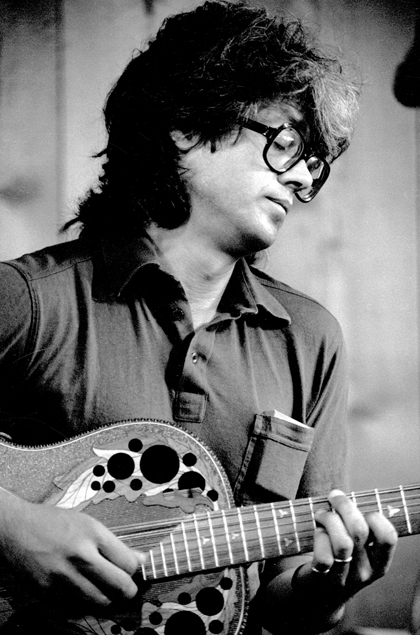
Guitarist Larry Coryell

جاز تلفیقی، جاز فیوژن یا جَز فیوژن (به انگلیسی: jazz fusion) نام سبکی از جاز است که در اواخر دههٔ ۱۹۶۰ میلادی، وقتی که موسیقی‌دانان، جنبه‌های هارمونیک و بداهه‌نوازی در موسیقی جاز را با سبک‌هایی مانند فانک، راک، ریتم اند بلوز و لاتین جاز تلفیق کردند، به‌وجود آمد.
در این دوره تعداد زیادی از موسیقی‌دانان سبک جاز مهارتِ خود را روی سازهای الکتریک و الکترونیک و سینث‌سایزرها به‌کار گرفتند.